# Vu de l'extérieur
Albums de Serge Gainsbourg
Histoire de Melody Nelson
(1971) Rock Around the Bunker
(1975)
Singles
1. Je suis venu te dire que je m'en vais
Sortie : Octobre 1973

Vu de l'extérieur est le dixième album de Serge Gainsbourg (et le deuxième album-concept après Histoire de Melody Nelson) sorti en 1973 chez Philips.

## Historique
En 1973, Serge Gainsbourg a 45 ans lorsqu'il enregistre ce nouvel album, deux ans après l'album-concept Histoire de Melody Nelson. Mais au moment de la préparation à l'enregistrement de l'album, il est victime d'une crise cardiaque. Après sa convalescence, il continue d'écrire, notamment une chanson qu'il venait de commencer à écrire avant son accident cardiaque, qui devint l'un de ses tubes et l'un de ses classiques : Je suis venu te dire que je m'en vais.
Vu de l'extérieur n'est pas considéré par tous comme faisant partie des quatre albums-concept que Gainsbourg compose dans les années 1970. Pourtant, si l'album n'est pas un roman chanté comme le sont Histoire de Melody Nelson et L'Homme à tête de chou, il se rapproche de ce que l'on pourrait appeler un thème chanté, tout comme Rock Around the Bunker, voire You're Under Arrest. En effet, la récurrence de certains thèmes comme la séduction, l'amour charnel et sensuel (voire érotique), puis l'éloignement qui s'ensuit, ainsi que le langage parfois enfantin et presque scatologique de la plupart des titres, abondent en ce sens. C'est un album qui raconte l'intimité dans le quotidien apaisé dans le contexte où l'artiste se remet de sa crise cardiaque tout en profitant de sa fille Charlotte et de sa compagne Jane Birkin. Cette dernière participe sur la chanson Je suis venu te dire que je m'en vais où elle sanglote, bien qu'elle ne soit pas créditée.
De cet album bien reçu par la presse jeune (le disque ne s'est vendu qu'à 20 000 exemplaires à l'époque de sa sortie), dont certains titres ont été jugés scatologiques à cause de leur noms comme Panpan Cucul et Des vents, des pets, des poums. On peut retenir que les arrangements musicaux ont été confiés à Alan Hawkshaw et Alan Parker (en) qui apporte un son nouveau et des titres comme la chanson-titre.

## Pochette
Les photographies de la pochette de Vu de l'extérieur ont été faites par Jean d'Hugues. Le recto et le verso montrent des photos de Serge Gainsbourg entouré de singes. Sur l'édition 33 tours, on voit une photo, à l'intérieur de la pochette, de Gainsbourg posant ses mains sur les hanches, habillé d'un jean, d'une veste et d'une chemise.

## Liste des titres
| No  | Titre                                 | Durée |
| --- | ------------------------------------- | ----- |
| 1.  | Je suis venu te dire que je m'en vais | 3:20  |
| 2.  | Vu de l'extérieur                     | 3:38  |
| 3.  | Panpan cucul                          | 2:40  |
| 4.  | Par hasard et pas rasé                | 2:26  |
| 5.  | Des vents des pets des poums          | 2:53  |
| 6.  | Titicaca                              | 2:57  |
| 7.  | Pamela Popo                           | 2:23  |
| 8.  | La poupée qui fait                    | 2:59  |
| 9.  | L'hippopodame                         | 1:44  |
| 10. | Sensuelle et sans suite               | 3:02  |

## Musiciens
- Serge Gainsbourg : chant, paroles et musiques
- Alan Parker : guitare électrique et acoustique
- Judd Proctor : guitare acoustique
- Brian Odgers et Dave Richmond : basse
- Dougie Wright : batterie
- Alan Hawkshaw : claviers, piano (électrique), orgue
- Chris Karan : percussion
- Jane Birkin : sanglots sur Je suis venu te dire que je m'en vais (non créditée)